# Lac De L'Épervanche
Lac De L'Épervanche är en sjö i Kanada.   Den ligger i regionen Nord-du-Québec och provinsen Québec, i den östra delen av landet, 600 km norr om huvudstaden Ottawa. Lac De L'Épervanche ligger 377 meter över havet. Arean är 19,0 kvadratkilometer. Den sträcker sig 9,0 kilometer i nord-sydlig riktning, och 7,1 kilometer i öst-västlig riktning.
Trakten runt Lac De L'Épervanche består huvudsakligen av våtmarker. Trakten runt Lac De L'Épervanche är nära nog obefolkad, med mindre än två invånare per kvadratkilometer.